# 빌러너스
빌라노스(스페인어: Villanos)는 A.I.가 제작한 멕시코의 애니메이션 텔레비전 시리즈이다. 카툰 네트워크를 위한 애니메이션 스튜디오'는 후자와 멕시코 치어리더 알란 이투리엘이 만든 HBO 맥스가 배포한다. 이전에 만들어진 웹 시리즈를 기반으로, 처음에는 카툰 네트워크에 의해 카툰 네트워크 애니싱의 적용을 위한 1분짜리 10개의 에피소드 미니시리즈로 선택되었다(더 많은 에피소드와 일련의 스페셜이 나중에 공개되기 시작했다). 유투브 웹 시리즈의 성공으로 인해, 조종사가 명령을 받았고 현재 6개의 에피소드 TV 시리즈를 가지고 있다.
이 시리즈는 네 명의 주연으로 구성된 악당 부대에 관한 것이다.광기 과학자 플럭 박사(Dr. 플럭), 초강력 저항력을 가진 디멘시아, 플럭의 실험이 실패해 탄생한 5.0.5, 그리고 세상에서 가장 강력한 악당인 블랙 햇. 이 4명은 블랙햇 조직이라고 불리는 악당들의 제품과 의뢰를 해결하는 사악한 회사에 속해 있다. 각 에피소드는 처음 3명의 주인공들이 회사에 의뢰를 받고 블랙햇이 그들에게 임무를 맡기는 모험에 대해 이야기한다.
'빌러너스'의 개념은 2014년 코로나바카에서 열린 '아이디어툰 서밋'에서 열린 대회에서 시작되었다. 그는 그곳에서 몇몇 카툰 네트워크 임원을 만났고, 이 개념은 원래 CN Anything의 내용에 따라 6-11세의 인구통계학적 그룹에 적합하도록 판단되었다. 빌러너스는 카툰 네트워크의 온라인 플랫폼에서 매우 긍정적인 의견을 만들어냈으며, 이로 인해 카툰 네트워크는 2017년에 더 많은 오리지널 웹 시리즈를 찾는 것을 목표로 자체 피치미 대회를 계속하게 되었습니다. 빌러너스는 CN이 기대했던 것 중 첫 번째이며, 그것의 응용과 유튜브 채널을 위한 많은 짧은 프로젝트들이 될 것이다.
2017년 5월, 첫 10개의 단편이 출시되었고, 2017년 12월부터 2018년 10월까지 라틴 아메리카 카툰 네트워크 채널에서 8개의 단편이 추가로 출시되었다. 2017년 11월 4일부터 2019년 2월 9일까지, 그들은 적어도 11분간의 "빌러너스 오리엔테이션 비디오" 섹션을 출시했는데, 이 섹션은 주연들이 다른 카툰 네트워크 시리즈의 악당들의 연기를 비판한 반면, 대부분의 악당들은 항상 패배했기 때문에 그들을 "보잘것없는" 것으로 묘사했다.그들은 또한 그들이 훈련받았다고 가정하고 블랙햇 기구가 제공하는 기술을 사용했다. "최악의 새벽"이라고 불리는 시리즈는 2019년 6월 1일까지 개봉될 것이다. 2020년 7월, 시리즈의 제작자는 그들이 시리즈의 첫 시즌에 일하고 있다는 것을 확인했다.
2021년 10월 11일, 이 시리즈는 HBO 맥스 라틴 아메리카와 카툰 네트워크 멕시코에서 개봉될 것으로 알려졌으며, 2021년 10월 29일 두 플랫폼에서 모두 개봉되었다. 이 시리즈는 2021년 10월 29일 멕시코와 포르투갈어로 된 HBO 맥스 라틴 아메리카 플랫폼에서 개봉되었으며, 2021년 11월 1일 HBO 맥스 플랫폼의 가장 인기 있는 프로그램으로 발표되었다.